# Тайлоково
Тайлоково, или Ивтурье, — река в России, протекает по Кондинскому району Ханты-Мансийского автономного округа. Устье реки находится в 1 км от устья Большого Тапа  по правому берегу. Берёт начало из одноимённого озера — Тайлокова. Длина реки — 16 км.

## Данные водного реестра
По данным государственного водного реестра России относится к Иртышскому бассейновому округу, водохозяйственный участок реки — Конда, речной подбассейн реки — Конда. Речной бассейн реки — Иртыш.
Код объекта в государственном водном реестре — 14010600112115300016849.